# Henry Edgeworth de Firmont

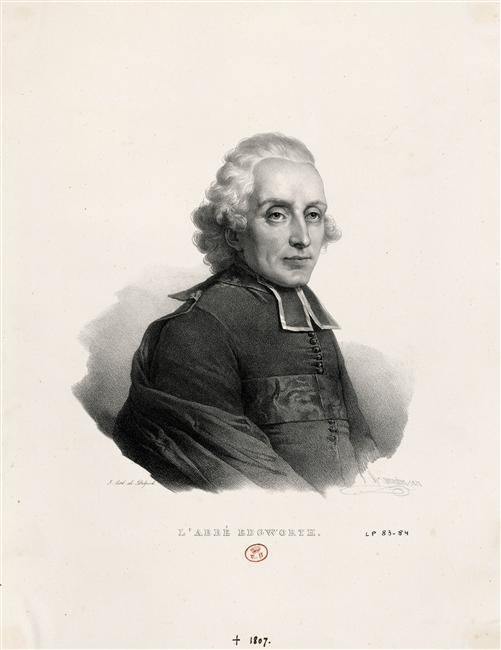
Abbé Edgeworth.

Henry Allen Essex Edgeworth de Firmont, född 1745 i Edgeworthstown, död 22 maj 1807, var en romersk-katolsk präst, verksam vid franska hovet.
Edgeworth stammade från Irland, uppfostrades i Frankrike och följde som Ludvig XVI:s siste biktfader denne till schavotten. Det vid detta tillfälle honom tillagda yttrandet "Son av de helige Ludvig, far upp till himmelen!" förnekades av honom själv. Edgeworth dog i Mitau, dit han följt Ludvig XVIII. Hans Memoires utgavs 1815 och hans Lettres 1818.